# Christa Murken

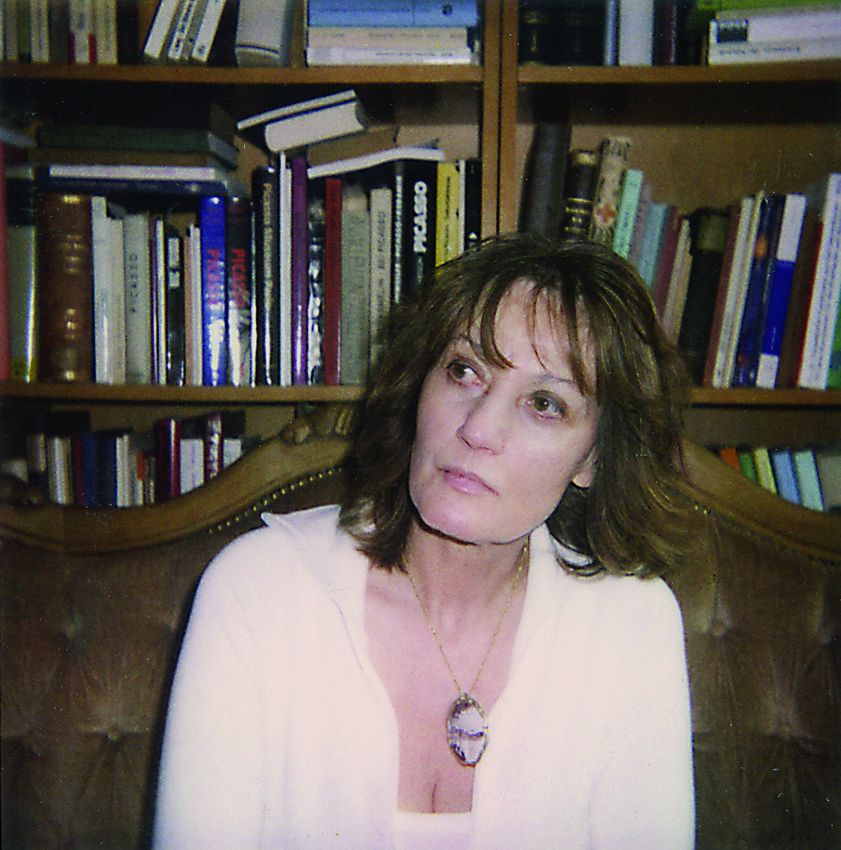
Christa Murken (2008)

Christa Murken (* 1944 in Mengen; geb. Altrogge) ist eine deutsche Kunsthistorikerin und Malerin.

## Leben
Christa Murken wurde 1944 in Mengen als Tochter des Flugpioniers Werner Altrogge und der Anneliese Altrogge geboren. Ihre ältere Schwester war die Malerin Dorit Korndörfer. Ihr Stiefgroßvater war der deutsch-amerikanische Flugzeugkonstrukteur Edgar Schmued (1899–1985), bekannt für Entwürfe von Jagdflugzeugen wie etwa der P-51 Mustang. 1964 schloss sie das Gymnasium in Euskirchen mit dem Abitur ab. Zwischen 1965 und 1967 absolvierte sie eine kaufmännische Ausbildung in Köln. Von 1967 bis 1971 folgte ein Studium der Kunstgeschichte, Archäologie und Psychologie an der Universität zu Köln, das sie mit dem Magister Artium abschloss. 1990 promovierte sie an der RWTH Aachen zum Dr. phil. mit einer kunsthistorischen Untersuchung über das Leben und Werk der österreichischen Malerin Maria Lassnig. Sie ist mit dem Arzt, Kunst- und Medizinhistoriker Axel Hinrich Murken verheiratet und hat drei Kinder, u. a. die Juristin und Schriftstellerin Imme von Wedel und den Maler Julian Murken.

## Aktivitäten
Nach eineinhalbjähriger Tätigkeit an der Kunstsammlung Nordrhein-Westfalen, Düsseldorf (1971–1972) begann sie ihre kunstschriftstellerische Tätigkeit. Gemeinsam mit Axel Hinrich Murken 1976 Gründung des Verlags Murken-Altrogge in Münster. Neben ihrer schriftstellerischen Tätigkeit kuratierte sie mehrere Museums-Ausstellungen, u. a. „Kinder des 20. Jahrhunderts“ (2000). Seit 1984 ist sie auch als Malerin und Illustratorin tätig und hatte zahlreiche Ausstellungen im In- und Ausland.

## Publikationen
- Kunstsammlung Nordrhein-Westfalen für Kinder. Düsseldorf 1972.
- Paula Modersohn-Becker – Kinderbildnisse. München 1977 (5. Aufl. 1988).
- Werbung, Mythos, Kunst am Beispiel Coca-Cola. Tübingen 1977.
- Die kleinen Stadtbummler. Eine Architekturgeschichte für Kinder. Münster 1978.
- Barfuß in die Kunst. Moderne Malerei anschaulich erklärt. Münster 1980 (2. erw. Aufl. 1993).
- Paula Modersohn-Becker. Leben und Werk. Köln 1980 (8. Aufl. 2007).
- mit Axel Hinrich Murken: Prozesse der Freiheit. Vom Expressionismus bis zur Soul and Body-Art. Köln 1985.
- Maria Lassnig. Ihr Leben und ihr malerisches Werk. Mit einem Werkverzeichnis der Gemälde. Herzogenrath 1990.
- mit Axel Hinrich Murken: Von der Avantgarde bis zur Postmoderne. Die Malerei des 20. Jahrhunderts. München 1991.
- Coca-Cola – Konsum, Kult, Kunst. München 1991.
- Abenteuer Klinikum. Ein Tag in einem Großklinikum. Aachen 1992.
- Romantik in der Kunst der Gegenwart (mit Axel H. Murken). Ausstellungskatalog. Aachen, 1993.
- Melancholie und Eros in der Kunst der Gegenwart (mit Axel H. Murken). Ausstellungskatalog. Köln, 1997.
- mit Axel Hinrich Murken: Power for life. Ein Gesundheitsratgeber für junge Leute. Ravensburg 1998.
- mit Brigitte Schad und Klaus Weschenfelder: Kinder des 20. Jahrhunderts. Köln 2000.
- Paula Modersohn-Becker, Kinderbildnisse. Ostfildern-Ruit 2004 (2. Aufl. 2009).
- Animal Turn. Auf der Suche nach einem neuen Umgang mit Tieren. Herzogenrath 2015.
- Die Natur zum Klingen bringen. Werkverzeichnis der Gemälde von Christa Murken (1982–2020). Herzogenrath 2020.
- Christa Murken. Was und bleibt, Ausstellungskatalog mit Texten von Josef Gülpers, Christa Murken, Erich Kukies, Axel Hinrich Murken, Verlag Murken-Altrogge, Herzogenrath 2023, ISBN 978-3-935791-72-4.

## Einzelausstellungen
- 1984 Kulturzentrum Burg Rhode, Herzogenrath
- 1999 Produzentengalerie Passau (Katalog ISBN 3-921-801-99-0)
- 2001 Cultureel Centrum Scharpoord, Knokke-Heist/Belgien
- 2001 Galerie Open Art, Borken/Westfalen
- 2002 Deutsche Bank, Köln
- 2003 Galerie Jorispoort, Antwerpen/Belgien
- 2003 Praxisgalerie Erlangen
- 2004 Alter Bahnhof Mariagrube, Alsdorf (Katalog ISBN 3-935791-09-7)
- 2005 Planungsbüro Dr. Pawlik & Partner, Berlin
- 2005 Forum für Kunst und Kultur Herzogenrath und der Euregio (zusammen mit Julian Murken)
- 2007 Galerie Jean-Paul Flament, Brüssel
- 2007 BBK Galerie, Aachen (Katalog ISBN 978-3-935791-27-4)
- 2008 Galerie Bernack, Kunstzentrum Worpswede
- 2010 Stadtbibliothek Aachen
- 2010 Inloopcentrum De Hemelse Vrede, Cadzand-Dorp/Niederlande
- 2011 Kunst-, Kultur- u. Wirtschaftszentrum Herzogenrath
- 2023 Was und bleibt, Forum für Kunst und Kultur, Herzogenrath

## Öffentliche Sammlungen
- Museum Moderner Kunst, Passau
- Stadtmuseum Gütersloh
- Forum für Kunst und Kultur Herzogenrath
- St. Hedwig-Krankenhaus Berlin
- Hubschraubermuseum Bückeburg
- Wilhelm-Fabry-Museum Hilden